# Forbundet Tenner og Helse
Forbundet Tenner og Helse är en norsk patientorganisation som arbetar för en bättre och giftfri tandvård. Det representerar både de som är sjuka och de friska som vill ha alternativa tandfyllningsmaterial och mindre belastning på miljön. 
Föreningen grundades 1990 under namnet Tannskadeforbundet i Norge, och fick sitt nuvarande namn 1996. Föreningen är medlem  av den norska handikappförbunden Funksjonshemmedes Fellesorganisasjon. Det ger ut tidningen Tenner & Helse (grundad 1995 av Geir Bjørklund). 
Liknande föreningar finns i många andra länder. I Sverige finns Tandhälsoförbundet. 